# Masacre de Sinyar
La masacre de Sinyar (del kurdo: Komkujiya Şengalê) fue la matanza y el secuestro genocidas de miles de hombres yazidíes en la ciudad de Sinyar (en kurdo: شنگال Şingal) y del distrito de Sinyar en la gobernación de Nínive, en Irak, por parte del Estado Islámico de Irak y el Levante (conocido como EIIL, o en inglés ISIS o ISIL) en agosto de 2014. Este evento comenzó con el ataque del EIIL y la captura de Sinjar y las ciudades vecinas el 3 de agosto, durante la ofensiva del EIIL a principios de agosto de 2014.
El jefe del Departamento de Coordinación y Seguimiento del Gobierno Regional del Kurdistán iraquí, afirmó que la campaña del EIIL del 3 de agosto contra Sinjar tenía más que ver con la demografía y la estrategia que con la religión. Según Abdulrahman, el EIIL quería expulsar a la mayoría de los kurdos de estas áreas estratégicas de Yazidi y traer a los árabes, obedientes al EIIL. El 8 de agosto de 2014, los Estados Unidos reaccionaron con ataques aéreos contra unidades y convoyes del EIIL en el norte de Irak, lo que provocó una guerra de varios países contra el EIIL. 
La asistencia de PKK e YPG permitió que la mayoría de los 50 000 yazidíes que huyeron a las montañas de Sinyar fueran evacuados, del 9 al 13 de agosto. El 17 de diciembre de 2014, las fuerzas kurdas Peshmerga, PKK e YPG iniciaron la Ofensiva de Sinyar en diciembre de 2014 con el apoyo de los ataques aéreos de Estados Unidos.

## El ataque
El 2 y 3 de agosto de 2014, las tropas de Estado Islámico lanzaron una ofensiva sorpresa contra el Kurdistán iraquí. En Sinyar, el Peshmerga no oponen mucha resistencia, abandonan la ciudad y se retiran en buenas condiciones en las zonas montañosas para recibir refuerzos; un abandono que los habitantes experimentan como traición. La aldea de Siba Cheikh Khedir, al suroeste de Sinyar, es una de las primeras atacadas por yihadistas: 250 hombres del clan local intentan resistir; pero pronto se quedan sin municiones, son capturados, ejecutados y enterrados en siete fosas comunes; sin embargo, la mayoría de las mujeres, niños y hombres mayores logran escapar. La ciudad de Sinyar fue tomada el 3 de agosto por el Estado Islámico, causando el exilio de varios miles de habitantes: turcomanos chiitas que se habían refugiado en esta ciudad, pero en su mayoría yazidíes, 600 000 miembros de esta minoría viven desde entonces en Irak, el 70% de ellos en la región de Sinyar. Según el Alto Comisionado de las Naciones Unidas para los Refugiados –ACNUR–, entre 20 000 y 30 000 refugiados están varados en las montañas, principalmente debido a la falta de agua. Dos días después de tomar la ciudad, al menos 40 niños murieron de sed.
Sin embargo, el avance de los yihadistas contra las fuerzas del Gobierno Regional del Kurdistán empuja a los Estados Unidos a intervenir. A partir del 7 de agosto, las bombas de aviación de los EE. UU. Además de las huelgas, los estadounidenses también están realizando despliegues de ayuda humanitaria en las montañas de Sinyar.  El 10 de agosto de 2014, el gobierno iraquí afirma que 500 yizidis, entre ellos mujeres y niños, fueron masacrados por yihadistas del EIIS y enterrados en una fosa común, aun con vida para algunos. Además, 300 mujeres también han sido esclavizadas sexualmente. Según Vian Dakhil, un diputado iraquí de Yazidi, entre 520 y 530 mujeres están recluidas en la prisión de Badoush en Mosul.
Los helicópteros del Gobierno Regional del Kurdistán también viajan a las montañas para distribuir ayuda humanitaria y evacuar a los refugiados. Pero el 12 de agosto, un dispositivo que transportaba, en particular, el MP Vian Dakhil, se bloquea accidentalmente durante su relanzamiento. El piloto es asesinado y alrededor de 20 pasajeros heridos, incluido Vian Dakhil. Finalmente son rescatados por otros dos helicópteros. La fosa común en la aldea de Qinei, cerca de Sinjar, en diciembre de 2015.
Los restos emergieron de tumbas donde varias docenas de yazidíes habían sido enterrados después de ser sacrificados. Alrededor de 20000 refugiados Yazidi logran escapar de las montañas, a través de Siria; luego regresan al Kurdistán iraquí con la ayuda de Peshmerga y YPG. 2000 más encuentran refugio en Turquía. En total, al menos 100.000 yazidíes encuentran refugio en agosto en el Kurdistán turco. Se establecen ilegalmente en Turquía, pero disfrutan de la protección de los ayuntamientos kurdos.

## Repercusiones
Después de la masacre, el ISIS se aferró a la ciudad de Sinyar. Varios miles o alrededor de 10.000 Yazidis permanecieron en las montañas Sinjar ubicadas al norte de la ciudad, sostenidas por los aeroplanos de un helicóptero iraquí solitario, mientras que una vía de escape desde las montañas hacia el norte hasta las áreas kurdas estaba bajo control kurdo/yazidi. Los funcionarios estadounidenses dijeron que algunos de esos yazidios consideraban a las montañas de Sinjar un lugar de refugio y hogar y no querían irse, mientras que un informe de The New Yorker decía que algunos tenían miedo de regresar a sus hogares. Otros Yazidis también llegaron a las montañas después de las evacuaciones de agosto.
El 21 de octubre de 2014, el ISIS se apoderó del terreno al norte de las montañas, reduciendo así la ruta de escape del área hacia las áreas kurdas. Las milicias Yazidi se retiraron de allí a las montañas de Sinyar, donde el número de refugiados civiles Yazidi se estimó en 2,000-7,000. Las montañas habían sido asediadas una vez más por el ISIS. El 17 de diciembre de 2014, las fuerzas de Peshmerga, respaldadas por 50 ataques aéreos de la coalición encabezados por los EE. UU.
En posiciones del EIIL, lanzaron una ofensiva para liberar a Sinjar  y romper el asedio parcial del ISIS a las montañas Sinjar. En menos de dos días, los Peshmerga se apoderaron de la cordillera. Después de que las fuerzas del ISIS se retiraran, los combatientes kurdos inicialmente se enfrentaron con la limpieza de minas alrededor del área, pero rápidamente abrieron un corredor de tierra a esas montañas, permitiendo que los Yazidis fueran evacuados. La operación dejó 100 combatientes del ISIS muertos.
Tras la retirada del ISIS de las fuerzas iraquíes y kurdas en la región durante las campañas de finales de 2017, ambos gobiernos reclamaron el área. La población Yazidi, con solo alrededor del 15% regresando a Sinjar durante el período, fue atrapada en el fuego cruzado político. Yazidi regresó a una ciudad abandonada de edificios derruidos, restos de artefactos explosivos improvisados y los restos de los muertos durante la masacre. En noviembre de 2017, se descubrió una fosa común de unas 70 personas y un mes después, en diciembre, se descubrió otra fosa común que albergaba a unas 90 víctimas.
A última hora del 21 de diciembre de 2014, los combatientes YPG kurdos sirios al sur de la cordillera llegaron a las líneas de Peshmerga, uniendo así sus dos frentes. Al día siguiente, el YPG rompió las líneas de ISIS, abriendo así un corredor desde Siria hasta la ciudad de Sinjar. Por la noche, los Peshmerga tomaron el control de gran parte de Sinyar.

## En el cine
En la película Les Filles du soleil («Hijas del sol») de la directora Eva Husson relata los hechos previos y posteriores del genocidio al que fue puesto la población de Sinyar.